# Rallina fasciata
La polluela de patas rojas o polluela patirroja (Rallina fasciata) es una especie de ave gruiforme de la familia Rallidae que habita los humedales del Sudeste asiático y divagante en Australia y Palaos. No se conocen subespecies.